# Московсько-тверські війни
Московсько-тверські війни — серія військових конфліктів між Московією і Великим князівством Тверським з початку XIV до кінця XV століття.
Предмет конфліктів змінювався з часом від боротьби за верховну владу в в регіоні, пов'язаної з володінням ярликом на князювання Володимирське (який видавався ханом Золотої Орди), до позбавлення Тверського князівства незалежности (1485).

## Сторони
Обидва князівства виникли у першій половині XIII століття. Московське князівство було долею володінь великого князя Володимирського, куди входили також Нижній Новгород, Кострома, Галич-Мерський, а Твер — долею у володіннях Переяславль-Залеського князя, куди входив також Дмитров.
Після загибелі під час монгольської навали Юрія Всеволодовича та його нащадків обидва князівства з'єдналися під владою Ярослава Всеволодовича. Тверську династію заснував його син Ярослав Ярославич, московську — його онук Данило Олександрович (молодший син Олександра Невського).

### Московське князівство
Спочатку займало території у басейні середньої течії р. Москви. Верхня і нижня течія річки була поставлена під контроль московських князів в останні роки правління Данила Олександровича, в конфліктах відповідно до можейських князів (гілка смоленських; 1303) і рязанських (Коломна, 1301).
У 1328 році, після розгрому Твері ординцями, москвичами та суздальцями до Москви з Володимира переїхав митрополит Київський та всієї Русі.
Після двох невдалих облог Москви литовськими військами межі 1360-70-х і облоги Твері московськими і союзними військами (1375) Москва затвердила своє становище як центр об'єднання російських земель.
З 1383 територія великого князівства Володимирського стала спадковою власністю московських князів, і московські князі стали називатися «великими». До рубежу XIV—XV століть вся територія Русі фактично виявилася поділена на сфери впливу Москви і Вільні, що відбилося в умовах «вічних мирів» 1408 і 1449 років.
У 1480 році Москва скинула ординське ярмо і стала центром російської держави, що формується, приєднавши Новгород (1478) і Твер (1485) і вступивши в боротьбу за інші російські землі з Великим князівством Литовським.

### Тверське князівство
Вигідне економічне становище столиці князівства на волзькому торговому шляху при впаданні р. Тверці в р. Волгу як крайнього пункту Володимиро-Суздальського князівства перед новгородським кордоном.
У 1294 тверські князі отримали контроль над Кашином після шлюбу Михайла Ярославича з ростовською княжною.
Після погрому Твері в 1327 ординськими, московськими і суздальськими військами тверські князі втратили реальні шанси на верховну владу на Русі. Спроба, зроблена в 1370-ті роки за підтримки Литви і імператора західноволзької Орди Мамая, закінчилася невдачею. Велике князювання Володимирське хан визнав спадковою власністю московських князів, але Тверське князівство набуло незалежності, почавши іменуватися «великим». Під контроль тверських князів повернувся Кашин, який тимчасово в 1370-х роках обособлювався за підтримки Москви.
У 1485 Твер була захоплена московськими військами під керівництвом Івана III.

## Історія

### Боротьба за велике князювання Володимирське на початку XIVст.
Після Дюденової раті (1293) Михайло Ярославович тверський схилився до союзу з ростовськими та ярославськими князями, які під час боротьби за владу між синами Олександра Невського (1281–1293) були на боці Андрія Городецького та волзької Орди проти Дмитра Переяславського, підтримували Нога.
Після ліквідації сарайським ханом Тохтою «дунайського улуса» Ногая (1300) на московську службу перейшла частина знаті з південноросійських земель, що раніше знаходилися у сфері впливу Ногая, і з Києва до Володимира переїхав митрополит Максим.
Син Дмитра переяславського Іван заповідав в 1302 Переяславль-Залеський своєму дядькові Данилові московському, але після заняття великого князювання Михайлом Тверським, Даниловичам не вдалося втримати Переяслав, і він повернувся до складу великого князювання.
Після смерті митрополита Максима (1305) Юрій Львович галицький послав до Константинополя на поставлення в галицькі митрополити Петра, але він був присвячений загальноросійським митрополитам. При цьому висунута Михайлом Тверським кандидатура тверського ієрарха Геронтія була відхилена. Петро, як і його попередник, обрав своєю резиденцією не Київ, а Володимир-на-Клязьмі.
Коли після смерті Андрія Олександровича в 1304 р. Михайло Ярославич і Юрій Данилович Московський поїхали в Орду за ярликом, тверичі перехопили Бориса Даниловича, що їхав в Кострому, а Івана Даниловича (майбутнього Каліту) осадили в Переяславлі, але тому вдалося відбитися і дочекатися. У битві під Переславлем-Залеським тверичі зазнали нищівної поразки. Загинув тверський воєвода Акінф, який раніше від'їхав від Андрія Олександровича до Твері. Тверські намісники були прийнято у Новгороді, а Торжок уникнув нападу тверичей завдяки своєчасному висування новгородських військ допоможе. В 1305 Михайло повернувся з Орди з ярликом, пообіцявши хану виплачувати данину в більшому розмірі, ніж пообіцяв Юрій Московський. Як великого князя Володимирського його називають Михайло III Ярославич. Також він отримав у володіння Новгород. Михайло пішов на Москву, не досяг серйозних успіхів, проте Переяслав повернувся до складу великого князювання.
Після вбивства Юрієм полоненого ще в 1301 рязанського князя Костянтина Романовича (1306) молодші Даниловичі Борис і Олександр від'їхали з Москви до Твері. У 1308 Михайло тримав в облозі Москву і бився під її стінами, розорив землю, але місто взяти не зміг. У тому року був прийнятий у Новгороді.
У 1311 році на міському князівстві помер бездітним Михайло Андрійович, і Орда санкціонувала заняття князівства Даниловичами: у Нижньому Новгороді сів Борис. Старший син Михайла, 12-річний Дмитро пішов на Нижній Новгород, але був зупинений у Володимирі митрополитом Петром.
В 1312 Михайло вивів з Великого Новгорода своїх намісників, захопив Торжок і Бежецьк і перекрив підвезення продовольства в Новгород. Михайло взяв із новгородців 1500 гривень за мир. Але коли після смерті хана Токти Михайло поїхав в Орду до нового хана (Узбеку), в 1314 новгородці звернулися до Юрія Московського, і той надіслав свого підручного князя Федора Ржевського, який вигнав тверських намісників і повів новгородське військо на Твер. Але тверичі вийшли на свій берег Волги на чолі з княжичем Дмитром Михайловичем. Обидва війська стояли так до морозів і уклали мир. Незабаром Юрій із братом Опанасом приїхав до Новгорода.
Повернувшись із ханським послом з Орди, Михайло рушив на Новгород, розбив новгородське військо на чолі з Опанасом Даниловичем під Торжком, взяв відкуп 5000 гривень і уклав мир на умовах 12 000 гривень срібла у 4 терміни. Новгородці поїхали в Орду зі скаргою на Михайла, але були захоплені тверичами, в 1316 намісники знову були вигнані, Михайло пішов на Новгород і зупинився від нього в 50 верстах. Новгородці зібрали військо та приготувалися до оборони. Михайлу довелося відступити, і військо при поверненні, збившись у дорозі, зазнало великих втрат від голоду.
У 1317 році Михайло пішов на Юрія до Костроми, куди той повернувся з Орди з дружиною, сестрою хана Узбека Кончаком (в хрещенні Агаф'єю), і послом Кавгадієм, і противники якийсь час стояли на двох берегах Волги. Результат стояння був незрозумілим, але Михайло пішов, а Юрій рушив через Ростов, Переяслав і Дмитров на Твер. За 40 верст від неї у грудні відбулася Бортенівська битва, в результаті якої в полон до тверського князя потрапили Борис Данилович та дружина Юрія Кончака. Юрій біг до новгородців, привів їх проти Михайла, але до бою цього разу не дійшло.
Потрапила в полон у Бортенівській битві дружина Юрія Московського, сестра хана Узбека Кончака, померла в тверському полоні за нез'ясованих обставин, що стало приводом для виклику Михайла в Орду та його вбивства там (1318). Цьому також дуже сприяв Московський князь Юрій. Згодом Михайло Ярославович був зарахований до лику святих.
Коли Юрій Данилович Московський став великим князем (1319), він зібрав із Тверського князівства данину для хана (2000 гривень), але не відправив її до Орди. Син Михайла, Дмитро Грозні Очі, звернувся до хана зі скаргою на Юрія і отримав ярлик (1322). Через два роки вбив Юрія перед ханом, за що через рік сам був убитий (1326), а велике князювання володимирське передано його братові Олександру Михайловичу, який тоді ж уклав договір із Новгородом.

#### Тверське повстання (1327) та Федорчукова рать (1328)

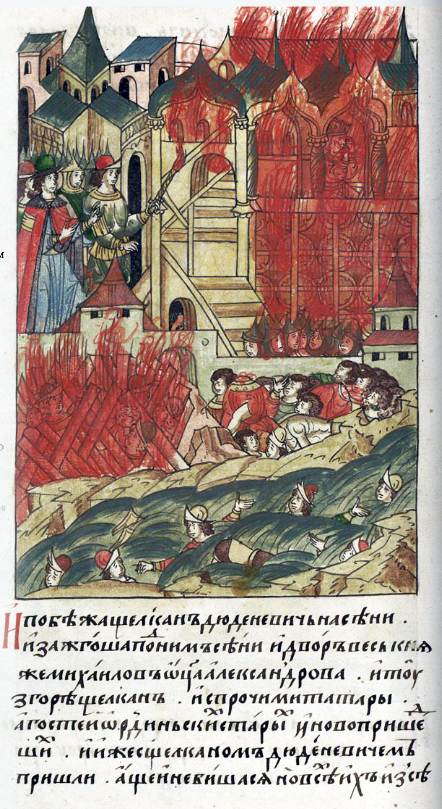
Щолканівщина. Народне повстання проти татар у Твері. 1327. Мініатюра з Лицьового літописного склепіння XVI ст.

Через два роки в Твері спалахнуло повстання проти двоюрідного брата хана Узбека, Чолхана, що знаходився там. Його люди були перебиті, а сам його спалили в княжому палаці, який захопив. Події 1327 знайшли відбиток у Тверському збірнику, Рогозькому літописці, а також в усній народній творчості («Пісня про Щелкана Дудентьевича»). Настав каральний похід 50-тисячного ординського війська за підтримки московських і суздальських загонів. Тверь була розгромлена, Олександр Михайлович утік у Псков і був прийнятий там на князювання (з 1327 по 1337 р.).), у Володимирі вокняжився Олександр Васильович Суздальський, у Новгороді — Іван Данилович Московський, а в Твері — Костянтин Михайлович, одружений з дочкою Юрія Московського Софії.
Щодо оцінки тверського погрому 1328 року, то більшість дослідників сходяться на думці, що незважаючи на пряму зацікавленість московських князів у цій ординській акції, ініціаторами ординських набігів виступали не князі, а хани, і участь москвичів (і суздальців) у погромі була засобом удару свої землі.
Пізніше, коли Олександр повернувся до Твері (1337 р.). Костянтин мирно поступився престол старшому братові і пішов у свій Дорогобуж), він був обмовлений Іваном I Калітом і загинув в Орді разом із сином Федором (1339), Костянтин знову став тверським князем, де правив до своєї смерті в 1345 р. При ньому до Москви був вивезений дзвін з тверського Спасо-Преображенського собору, а Олександровичі отримали батьківську долю в західній частині князівства: Всеволод — Холм, Михайло — Микулін, молодші їх брати, Володимир та Андрій, отримали згодом Зубцовську волость (до 1366 року).

### Боротьба Москви та Кашина проти Твері та Литви (1368—1383)
1349 року Михайло Васильович Кашинський одружився з дочкою Семена Гордого, а Ольгерд Гедимінович — з Уляною Олександрівною, що зумовило наступні спілки. 1368 року Михайло Олександрович після суперечки про уділи вигнав Василя Михайловича з Твері. Василь помер і під приводом захисту його сина Михайла Дмитро Московський послав війська до Тверського князівства. Не маючи сил для самостійного опору, Михайло Олександрович поїхав по допомогу до Ольгерда і почав просити його про захист. Зумівши потай провести всі приготування до походу, литовський князь рушив на Москву.
Розгромивши на річці Тросне московський сторожовий полк, Ольгерд вперше обложив Москву. Однак, побудований незадовго до цього білокам'яний кремль став непереборною перешкодою для литовців і тверичів, а в західні володіння Ольгерда вторглися хрестоносці, і він змушений був зняти облогу через 3 дні, зазнавши страшного руйнування околиці і відвівши багато полонених. За мирним договором, Михайло отримав назад Біле Містечко та інші волості покійного двоюрідного брата Семена Костянтиновича.
Михайло Олександрович розумів, що Москва не дасть йому спокою у боротьбі за старшинство на Русі, тому в 1369 році зміцнив Твер дерев'яною стіною. Він мав рацію. Торішнього серпня 1370 року Дмитро знову оголосив йому війну. Михайло знову біг до Ольгерда, а послані Дмитром війська спустошили Тверську землю. Незабаром у тверські землі з великою раттю з'явився і сам великий князь, він захопив і підпалив міста Зубцов і Микулін, волості та села та багатьох жителів увів у полон.
У Різдвяний пост Ольгерд рушив до Москви з братом Кейстутом, Михайлом Тверським та Святославом Смоленським. Вони безуспішно штурмували Волоколамськ, фортецю взяти не змогли, але три дні грабували околиці, після чого рушили до Москви. 6 грудня 1370 року Ольгерд обложив Москву. Однак через 8 днів запропонував світ, дізнавшись, що проти нього почали збиратися серпухівські та рязанські війська. Але Дмитро погодився лише на перемир'я до Петрового дня. Ольгерд відступив у Литву. Михайло теж помирився з Дмитром і повернувся до Твері.
Проте навесні 1371 року тверський князь вирушив до Орди і виклопотав там ярлик на велике князювання Володимирське. Ординці пропонували йому свої війська, щоб допомогти утвердитися у Володимирі, але Михайло відмовився і повернувся назад на Русь лише з ханським послом Сарихожої. Проте Дмитро Московський прийняв з усіх міст присягу не пускати Михайла. Коли Сарихожа послав кликати Дмитра до Володимира до ярлика, той наказав передати йому: «До ярлика не їду, Михайла на князювання Володимирське не пущу; а тобі, послу, шлях чистий». Віддавши ярлик Михайлу, посол вирушив із Мологи до Москви, а тверський князь, невдоволений поворотом справи, розорив Кострому, Мологу, Углич та Бежецький Верх. Після цього він повернувся до Твері і відправив до Орди свого сина Івана.

Туди ж вирушив і Дмитро Московський, який зумів переконати Мамая темника залишити велике князювання за ним. Тверському князю з Орди було передано послання: «Ми тобі дали велике князювання, давали й військо, щоб посадити тебе на ньому; але ти нашого війська не взяв, говорив, що сядеш однією своєю силою; так сиди тепер із ким хочеш, а від нас допомоги не чекай». Син Михайла Іван заборгував в Орді 10000 рублів, що вдвічі перевищувало розмір річної данини в Орду з великого князівства володимирського. Дмитро викупив його і забрав із собою до Москви, де він жив на митрополичому дворі, поки його не викупив батько. Війська Дмитра захопили Бежецьк, вбивши Михайлова намісника, і пограбували тверські волості.

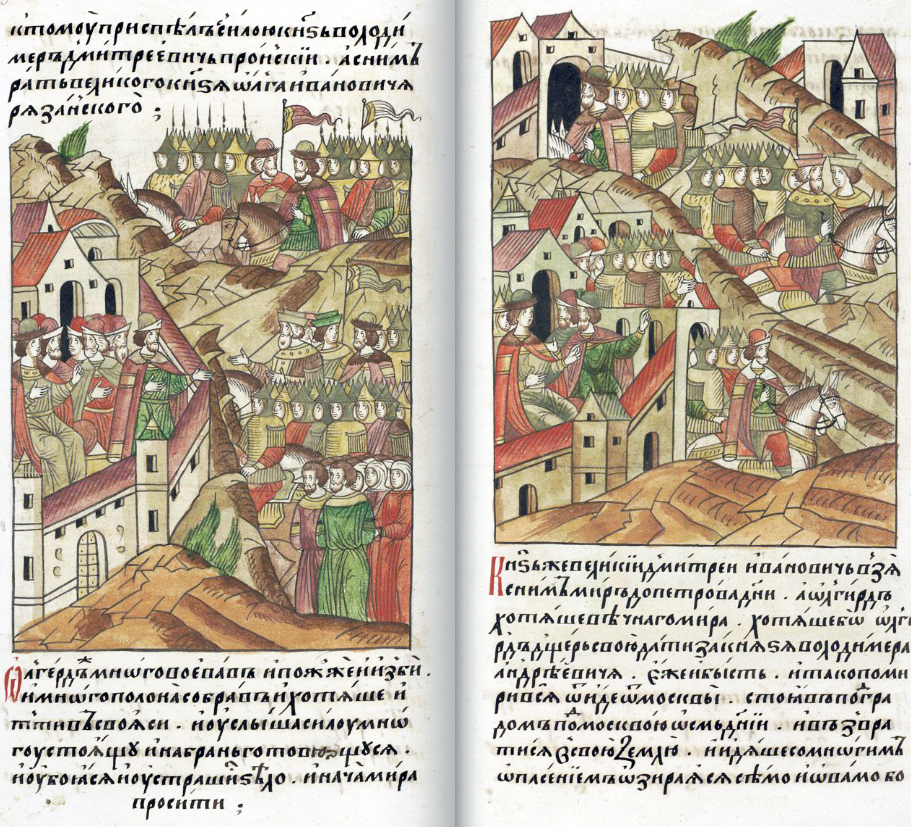
Другий похід Ольгерда на Москву

Михайло став знову переконувати Ольгерда зрушити війська на Русь. У 1372 році Михайло разом з Кейстутом та Андрієм Ольгердовичем невдало підступав під Переславль-Залеський і взяв Дмитров (як згадується, наприклад, у літописі Авраамки під 1372 роком «…взяв град Дмитров, а посад і села попало, а бояр багато людей і з дружинами та дітьми зведе до Тфера»), а потім узяв Торжок.
Ольгерд знову пішов на Москву, але під Любутськом замість битви відбулося укладання миру між Москвою і Литвою (1372), на ознаменування якого Володимир Серпуховський одружився з Оленою Ольгердівною. Михайло у боротьбі проти Москви виявився наданим власним силам.
У 1374 році Михайло прийняв у себе сина останнього московського тисяцького Василя Івана, який втік з Москви, знову отримав ярлик і атакував Торжок і Углич, що викликало похід у відповідь майже всіх північно-східних російських князів (а також смоленського) під Твер. Ольгерд тільки завдав удару по беззахисних смоленських землях як реакцію участь смолян, що перебували з ним до цього в союзі, в поході проти союзних йому твіричів. На цей раз Михайло змушений був відмовитися від претензій на Кашина, визнати себе молодшим братом московського князя і погодитися брати участь у війнах Московського князівства з Ордою, як в оборонних, так і наступальних. Однак, про участь тверських військ у Куликівській битві 1380 відомостей немає, за винятком кашинців та загону Івана Холмського.
У 1382 після смерті князя Василя Михайловича, Кашин був знову приєднаний до Твері і Михайло отримав від хана Тохтамиша ярлик на велике князівство Тверське. Одночасно велике Володимирське князівство, від якого Тверь таким чином домоглася незалежності, стало остаточною власністю московських князів.

### Кінець незалежности Твері (кінець XVст.)
Ще в 1427, майже відразу після смерті Василя I (1425), великий князь тверський Борис визнав старшинство Вітовта, в той час коли і в Москві фактично правила його дочка Софія Вітовтівна. У 1453 році, із закінченням боротьби за владу в Москві тверський князь присягнув Москві, віддавши свою дочку Марію за Івана Васильовича — спадкоємця престолу (майбутнього Івана III). У тому ж 1454 тверський князь уклав за посередництвом митрополита Іони договір з Василем, «яким обіцявся з дітьми своїми бути у всьому заодно з Москвою».
У 1462 року помер Василь II, й у Москві князем став Іван III, уклав договір, у якому підтверджував володар права тверського князя. У 1467 році на Русі почалася нова епідемія чуми, і перша дружина Івана, сестра Михайла Борисовича, померла.
У 1483 Михайло Борисович овдовів і просив руки онуки Казимира IV. У 1485 Іван III оголосив Михайлу війну. Було підписано світ, який обмежує насамперед дипломатичну свободу Михайла. Цей договір був останнім договором незалежної Твері. Іван III «почав тіснити землю і підданих Михайлових». Тоді князі Андрій Микулинський та Осип Дорогобузький перейшли на службу великому князю (першому він дав у годування Дмитров, другому — Ярославль). Потім до Івана від'їхали й багато тверських бояр.
Михайло відправив листа Казимиру IV, але його було перехоплено слугами Івана. Тоді Михайло відправив посольство до Москви у складі Тверського єпископа та князя Холмського, але їх не прийняли. Іван наказав новгородському наміснику, боярину Якову Захаровичу, йти з усіма силами на Твер, і сам 21 серпня 1485 року виступив з Москви з військом і артилерією на чолі з Аристотелем Фіораванті.
8 вересня Іван осадив Твер і запалив посади. Через два дні (10 вересня) з Твері втекли майже всі князі та бояри. Михайло біг до Литви, і місто здалося. Іван III заборонив війську грабувати місто та околиці. 15 вересня він в'їхав у Твер і того ж дня передав князювання своєму синові Івану Младому, спадкоємцю престолу.
Карамзін Микола Михайлович зазначав, що тверські князі, «будучи ворогами Московських, не хотіли брати участь у великому подвигу нашого визволення і тим позбулися права на спільне співчуття в їхньому лиху».

## Оцінки
Платонов Сергій Федорович серед причин того, що незначне Московське князівство могло боротися з сильним Тверським князівством, зазначає "особисті здібності перших московських князів, їхню політичну спритність і господарність, вміння користуватися обставинами, чого не мали тверські князі, незважаючи на однакове вигідне становище Тверського князівства та Московського, а серед причин, що сприяли подальшому посиленню Московського князівства:

1. співчуття духовенства, виражене у зміні перебування митрополії;
2. політичну короткозорість татар, які могли своєчасно помітити небезпечне для них посилення князівства;
3. відсутність сильних ворогів, оскільки Новгород був сильний, а Твері відбувалися постійно міжусобиці князів;
4. співчуття бояр та співчуття населення.

А. А. Горський особливо підкреслює важливість такого фактора, як прихід на службу до московських князів великої кількості служивих людей з інших князівств, що склали основу потужного московського боярства, а також проводить ту точку зору, що однією з причин піднесення Москви (та Північно-Східної Русі загалом) стало відсутність спільного кордону з Литвою аж до рубежу XIV/XV століть.
Професор Греков І. Б. зазначає, що саме вигідне географічне положення Твері на новгородсько-литовському кордоні спочатку сприяло її посиленню, а потім і зумовило її падіння; крім того, піднесення Москви при Івані Каліті сприяв не тільки розгром Твері в 1328 році, але й посилення Литви в 1320-і роки аж до появи вперше в історії представника литовського княжого будинку в Новгороді, що сталося практично одночасно з остаточним твердженням Івана Калити на великому княжому. Володимирському після Олександра Васильовича суздальського. У ситуації виникнення зовнішньої противаги великому Володимирському князювання Орда виявилася зацікавлена у значній перевазі найсильнішого князівства всередині нього, яким на той момент виявилося Московське, над усіма іншими, що згодом призвело до поєднання Московського князівства з великим Володимирським.